# Distretto di Pedasí
Il distretto di Pedasí è un distretto di Panama nella provincia di Los Santos con 4.275 abitanti al censimento 2010

## Geografia antropica

### Suddivisioni amministrative
Il distretto è suddiviso in cinque comuni (corregimientos):
- Purio
- Mariabé
- Pedasí
- Los Asientos
- Oria Arriba